# Den vilda
"Den vilda" ("A selvagem") foi a canção que representou a Suécia no Festival Eurovisão da Canção 1996 que se realizou em Oslo, na Noruega em 18 de maio de 1996. 
A referida canção foi  interpretada em sueco pela banda One More Time. Foi a vigésima-terceira e última canção  a ser interpretada na noite do festival, a seguir à canção eslovaca "Kým nás máš, interpretada por Marcel Palonder. Terminou a competição em terceiro lugar, tendo recebido um total de 100 pontos.

## Autores
- Letrista: Nanne Grönvall
- Compositor: Peter Grönvall
- Orquestrador: Anders Berglund

## Membros do coro
A banda foi acompanhada pelos seguintes membros:
- Thomas Bergqvist;
- Magnus Bengtsson
- Joachim Dominique

## Letra
A canção fala de um  ambiente selvagem durante o inverno, descrevendo o frio e o fogo que aquece as noites frias e os flocos de neves caindo. 

## Versões
- "The wilderness mistress" (inglês)
- "Den vilda - forsen om våren - versão instrumental (sueco)
- "The wilderness mistress - the rapids in springtime" versão instrumental (inglês)
- versão karaoke